# Prix Solaris
Der Prix Solaris ist ein kanadischer Literaturpreis, der seit 1977 für unveröffentlichte französischsprachige  Kurzgeschichten aus dem Bereich der Science-Fiction oder der Phantastik von dem Magazin Solaris vergeben wird. Das Magazin hieß ursprünglich Requiem und wurde 1979 in Solaris umbenannt. Der Preis hieß ursprünglich Prix Dagon – in Anlehnung an die bekannte Erzählung Dagon von H. P. Lovecraft – und wurde ab 1981 in Prix Solaris umbenannt. Über die Vergabe entscheidet eine Jury. Die ausgezeichnete Geschichte wird anschließend in Solaris veröffentlicht. Außerdem ist der Preis mit 1000 Dollar dotiert. Er wird bei der jährlich in Québec stattfindenden SF-Convention Congrès Boréal verliehen.
Von 1982 bis 2000 wurde auch ein Preis für unveröffentlichte Comics vergeben.

## Liste der Preisträger
Mehrfachvergabe in einem Jahr wird durch einen trennenden Schrägstrich („/“) angezeigt.
Kurzgeschichte
- 2019 Natasha Beaulieu für Ici
- 2018 Luc Dagenais für La déferlante des mères
- 2017 Andréa Renaud-Simard für Les Tisseurs
- 2016 Éric Gauthier für Éclairer l’origine
- 2015 Jean-Louis Trudel für Garder un Phénix en cage
- 2014 Josée Lepire für La Colocation
- 2013 nicht vergeben
- 2012 Jean-Louis Trudel für Le Jardin des derniers humains
- 2011 Josée Lepire für Le Substitut
- 2010 Michèle Laframboise für Monarque des glaces
- 2009 Luc Dagenais für La Vie des douze Jésus
- 2008 Alexandre Babeanu für L’Évasion
- 2007 Hugues Morin für Au plus petit café du monde
- 2006 Michèle Laframboise für Le Vol de l’abeille
- 2005 nicht vergeben
- 2004 François-Xavier Liagre für Trois essais pour l’éternité
- 2003 Mario Tessier für Du clonage considéré comme un des beaux-arts
- 2002 Éric Gauthier für Feu sacré
- 2001 Martin Hébert für Derniers Jours
- 2000 Luc-André D'Aragon für Sommeil rapide
- 1999 Éric Gauthier für La Maison de l’anxitecte
- 1998 Frédérick Durand für Nocturne
- 1997 Luc-André D'Aragon für Les Funambules
- 1996 Harold Côté für Mickey et Minnie et Berbi et la Chasse aux farfadets
- 1995 nicht vergeben
- 1994 Alain Bergeron für L’homme qui fouillait la lumière
- 1993 nicht vergeben
- 1992 Jean-Louis Trudel für Les Instincteurs de cruauté
- 1991 Richard Tremblay für Maternité noire
- 1990 Harold Côté für Sens dessus dessous
- 1989 nicht vergeben
- 1988 Sylvie Denis für L’Anniversaire de Caroline / Yves Meynard für Sans titre
- 1987 Guy Grudzien für Trio, l’inconnu du lac
- 1986 Richard Canal für C.H.O.I.X.
- 1985 nicht vergeben
- 1984 Michel Lamontagne für Hypercruise
- 1983 nicht vergeben
- 1982 Daniel Sernine für Loin des vertes prairies / Dana Odin et Éric Odin für Walpurgia
- 1981 Jean-François Somcynsky für 250
- 1980 René Beaulieu für Le Geai bleu
- 1979 Camille Bouchard für Les Ancêtres
- 1978 Élisabeth Vonarburg für L’Œil de la nuit
- 1977 Daniel Sernine für Exode 5

Comic
- 2000 nicht vergeben
- 1999 Éric Lacasse für La Poudre d’escargot
- 1998 nicht vergeben
- 1997 Jean-François Bergeron für L'Apprenti / Marc Pageau für Un bruit dans la nuit
- 1996 Christian Vadeboncoeur für L’Évasion de Christophe Corbeau
- 1995 Laurine Spehner für Une partie de pêche
- 1994 nicht vergeben
- 1993 Éric Casse für Le Messager des songes
- 1992 Robert Julien für Phase IV
- 1991 Marc Pageau für Jeu dangereux
- 1990 Pierre-Yves Clerson für Paradise Hotel
- 1989 Jean-François Guay pour une bande dessinée sans titre
- 1988 nicht vergeben
- 1987 Philippe Bogarts für Mesyx, corbur de classe alpha / Benoît Joly für Les Immobiles
- 1986 Jean Merlin für l'Opto-mirage / Diane Robitaille für Lilith
- 1985 nicht vergeben
- 1984 Michel Y. Lamontagne für Le Jardin
- 1983 nicht vergeben
- 1982 André-Philippe Côté für Elle se livre